# 朱塞佩·贝盖托
朱塞佩·贝盖托（義大利語：Giuseppe Beghetto，1939年10月8日—），意大利男子自行车运动员。他曾代表意大利参加1960年夏季奥林匹克运动会自行车比赛，获得男子双人自行车竞速赛金牌。